# 삼백안

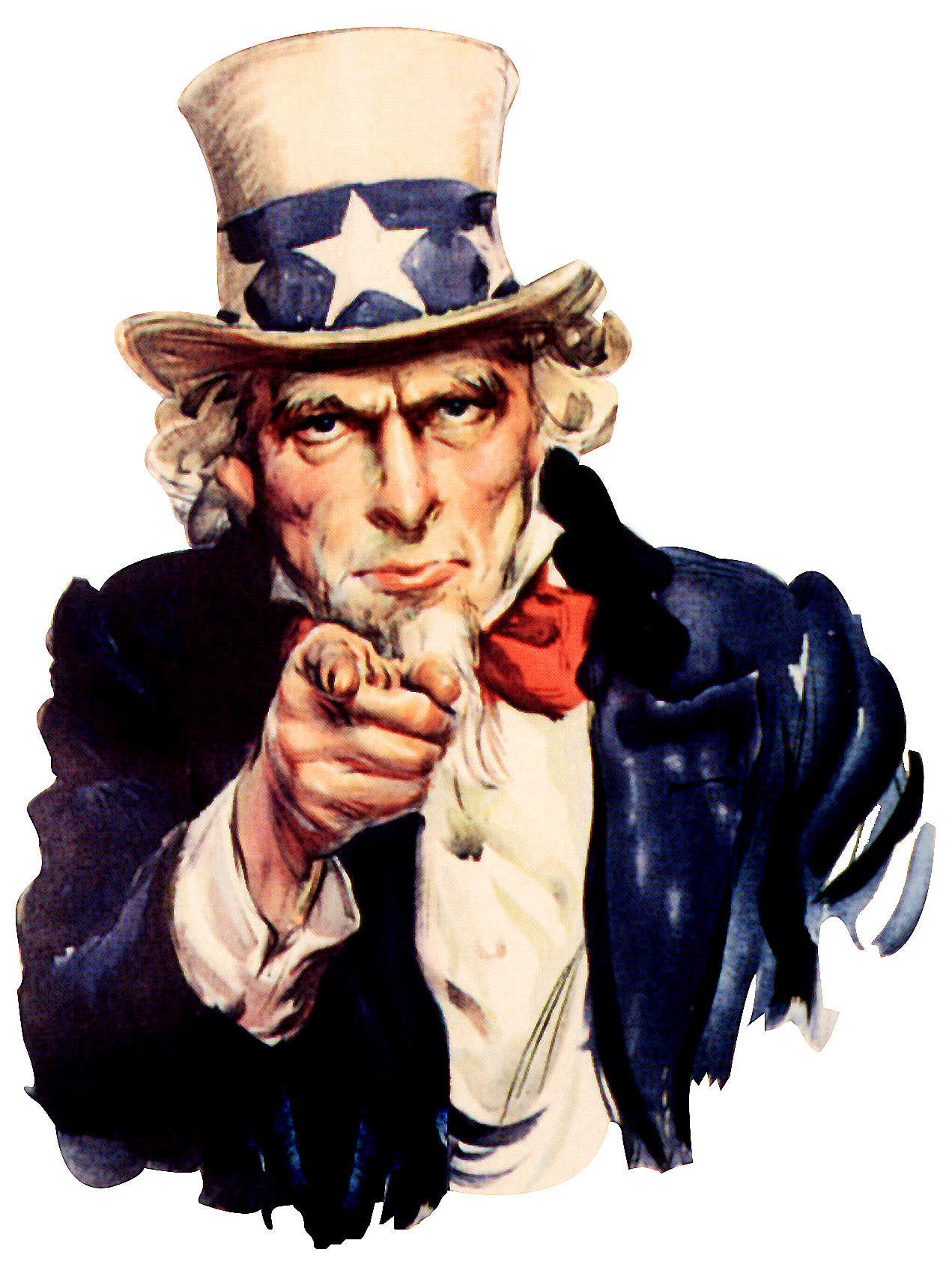
엉클 샘의 눈에 보이는 하부공막징

삼백안(三白眼) 또는 삼백(三白)은 '세 개의 흰 색'을 뜻하는 일본어이다. 1960년대 중반에 조지 오사와(George Ohsawa)에 의해 영어로 소개되었다. 일반적으로 영어로 "sanpaku eyes"라고 하며, 홍채 위 또는 아래의 흰 공간이 드러나는 눈을 말한다. 홍채 아래 공막이 보이는 의학적 상태를 "하부공막징"(lower scleral show)이라고 한다.

## 역사
중국, 일본의 의학적 안면 판독에 따르면 공막이라고 알려진 눈의 흰 부분이 홍채 아래에 보이면 이는 신체의 신체적 불균형을 나타내며 알코올 중독자, 마약 중독자 및 설탕, 곡물 과도 섭취자들에게 존재한다고 주장된다. 반대로 상부 공막이 보이면 정신병자, 살인자 및 분노한 사람과 같은 사람들의 정신적 불균형을 나타내는 것으로 알려져 있다. 어떤 상황에서든 이 사람들은 사고와 폭력을 불러일으킨다고 믿어진다.
1963년 8월 마크로비오틱스 옹호자인 조지 오사와는 존 F. 케네디 대통령이 삼백안 상태로 인해 큰 위험을 겪게 될 것이라고 예측했다.
1965년에 오사와는 윌리엄 더프티(William Dufty)의 도움을 받아 "당신들은 모두 삼백안이다"(You Are All Sanpaku)를 썼으며 이 조건에 대해 다음과 같은 관점을 제공한다.
수천년 동안 극동 지역 사람들은 이 무서운 질병의 징후를 찾기 위해 서로의 눈을 들여다보았다. 삼백안의 징후는 인간의 전체 시스템(신체적, 생리적, 영적)이 균형을 잃었다는 것을 의미한다. 그는 우주의 질서에 반하는 죄를 지었고, 따라서 그는 아프고, 불행하고, 정신이 나갔으며, 서양에서는 이를 "사고가 자주 발생하는" 상태라고 부른다. 삼백안의 상태는 사람의 생명이 조기에 비극적인 종말로 위협받고 있다는 자연의 신호이자 경고이다.
오사와에 따르면, 이 질환은 현미와 대두를 강조하는 마크로비오틱 식단으로 치료될 수 있다.

## 같이 보기
- 장수식
- 뉴에이지
- 관상학